# Crecedur
Crecedur es un caserío español situado en la parroquia de Villamarín, del municipio de Villamarín, en la provincia de Orense, Galicia.

## Demografía
| Gráfica de evolución demográfica de Crecedur entre 2000 y 2023 |
|                                                                |
| Datos según el nomenclátor publicado por el INE.               |